# Großer Medower See
Der Große Medower See liegt in der Sternberger Seenlandschaft südöstlich von Goldberg im Landkreis Ludwigslust-Parchim in Mecklenburg-Vorpommern und hat eine ovale, sich nach Osten verjüngende Form. Das Gewässer liegt im Verlandungsgebiet Große Plage und teilt sich zusammen mit dem Goldberger See und dem Woostener See ein Becken. Das Seeufer ist meist unbewaldet und sumpfig. Der namensgebende Goldberger Ortsteil Medow liegt unweit südwestlich des Sees.
Nördlich des Sees führen die Bundesstraße 192 und die Bahnlinie der stillgelegten Strecke Wismar-Karow am Ufer vorbei. Der See ist sehr flach, die tiefsten Stellen messen etwa 1,5 Meter.

## Nachweise
1. ↑  Karten und Luftbilder des Geoportals MV
2. ↑  Ministerium für Landwirtschaft, Umwelt und Verbraucherschutz M-V, Seenreferat, 1997.